# Villanova Solaro
Villanova Solaro (Vilaneuva o Vilaneuva Solàr in piemontese) è un comune italiano di 737 abitanti della provincia di Cuneo in Piemonte.
Prende nome dalla famiglia astigiana guelfa dei Solaro/Solari, ed il suo castello risale sicuramente a prima del 1335, l'anno in cui si hanno fonti certe sulla sua esistenza

## Geografia Fisica

### Territorio
Il Comune di Villanova Solaro sorge a 268 m s.l.m., delimitato ad ovest dal Torrente Varaita e ad est dal Rivo Follìa (Felìa)
Confina a nord-ovest con Moretta, a ovest con Torre San Giorgio, a est con Murello a sud con Scarnafigi e Ruffia.

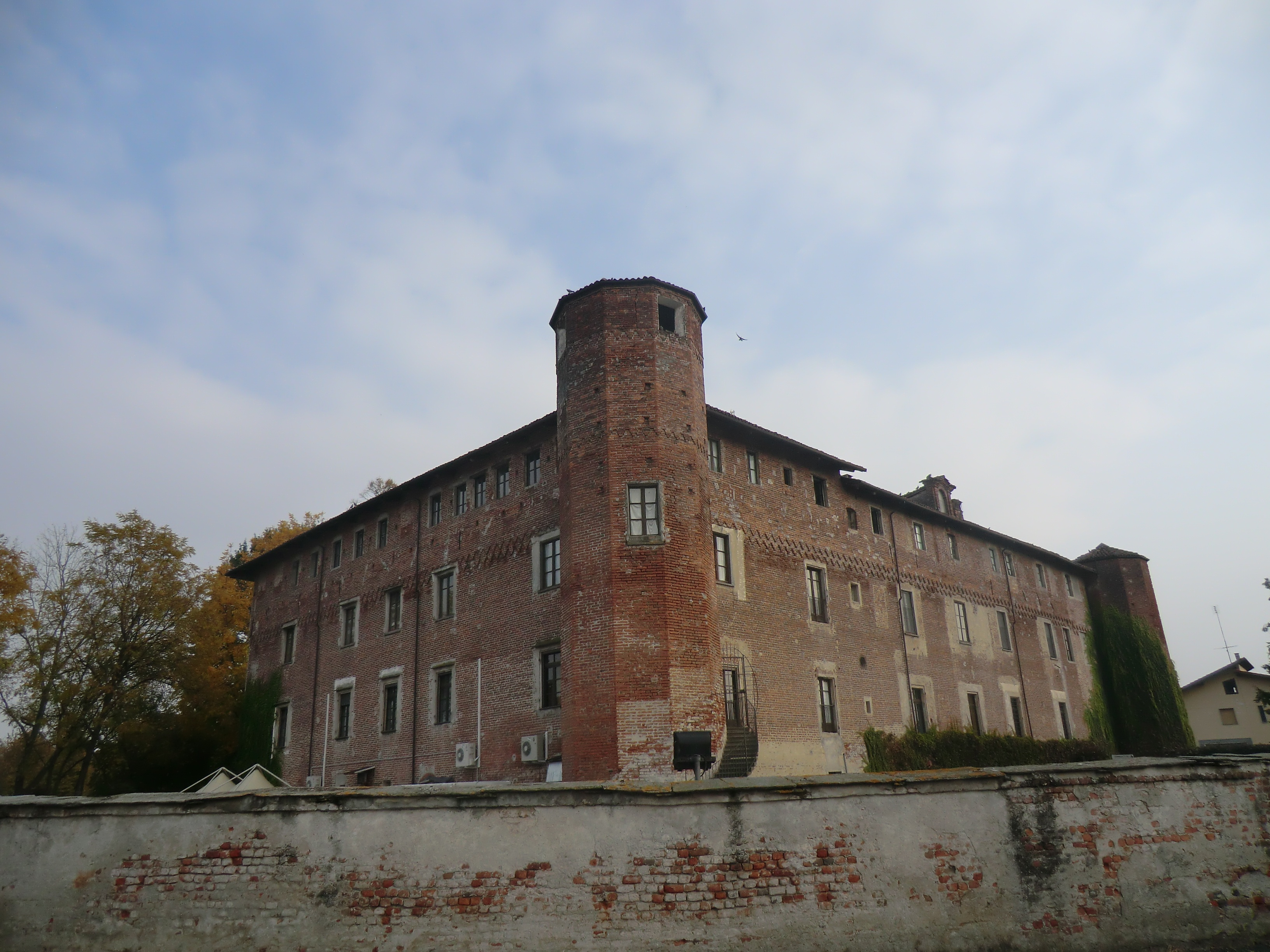
Castello dei Solaro

## Storia
Nel 1327 Filippo d'Acaja ne ordinò la ricostruzione, la munì di fortezze murarie e la ripopolò. Si separò da Moretta nel 1423. Cambiò nome da Villanova Solara a Villanova Solaro prima dell'unità d'Italia.

### Simboli
Lo stemma è stato riconosciuto con DCG del 1º febbraio 1936.
Lo stemma è uno scudo di rosso, alla croce di sant'Andrea d'argento, accantonata da quattro stelle di cinque punte d'oro; al capo di porpora; quest'ultimo elemento era verosimilmente il capo del Littorio, che a seguito della caduta del fascismo venne abraso e lasciato pieno. Il gonfalone è un drappo di azzurro.

## Società

### Evoluzione demografica
Abitanti censiti

- Al 1834 Villanova Solaro contava 1 581 abitanti

### Etnie e minoranze straniere
Secondo i dati Istat al 31 dicembre 2017, i cittadini stranieri residenti a Villanova Solaro sono 48, così suddivisi per nazionalità, elencando per le presenze più significative:
- Romania, 20

## Geografia antropica

### Frazioni
Le frazioni di Villanova Solaro sono il Vernetto e gli Airali, che distano 2,5 km dal capoluogo comunale.
Al Vernetto è presente una chiesetta dedicata a san Giovanni Battista.

## Infrastrutture e trasporti

### Ferrovie
Fra il 1886 e il 1959 la località era servita da una stazione posta lungo la ferrovia Moretta-Cavallermaggiore.

### Strade
Villanova Solaro è attraversata dalle seguenti strade provinciali:
- Strada Provinciale 133: collega il paese a Moretta in direzione nord e a Scarnafigi in direzione sud
- Strada Provinciale 166: collega il paese a Ruffia, a Monasterolo di Savigliano e alla città di Savigliano
- Strada provinciale 175 Villanova Solaro - Cardè: collega il paese a Torre San Giorgio e a Cardè
- Strada Provinciale 189: collega il paese alle sue frazioni Vernetto e Airali e al limitrofo comune di Murello

### Mobilità urbana
Il comune è servito da un'autolinea che lo collega a Savigliano, attiva nel periodo scolastico

## Amministrazione

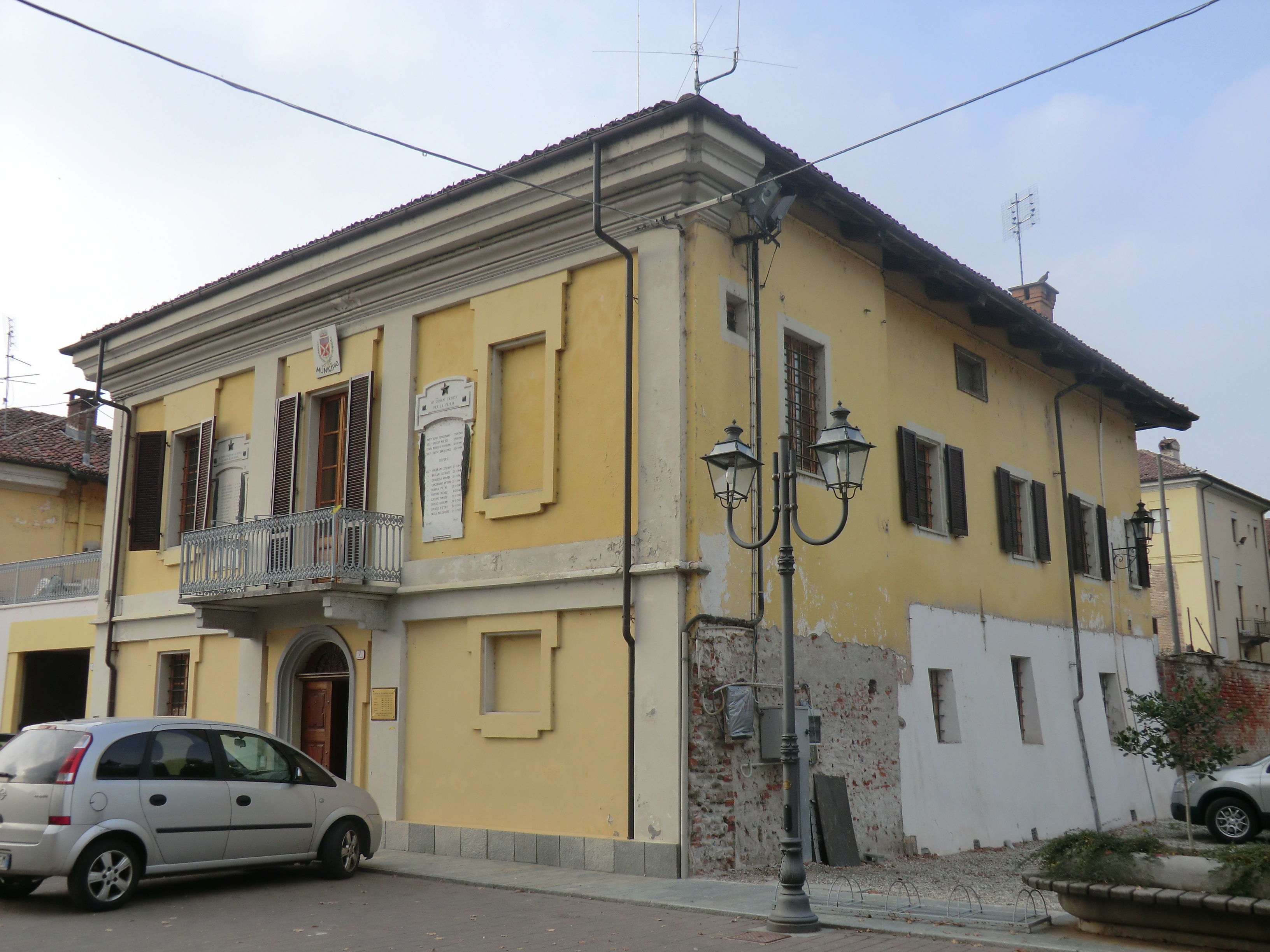
Il municipio

| Periodo | Periodo   | Primo cittadino  | Partito                   | Carica  | Note |
| ------- | --------- | ---------------- | ------------------------- | ------- | ---- |
| 1985    | 1990      | Alessio Maccagno | Democrazia Cristiana      | sindaco |      |
| 1990    | 1995      | Simone Alberto   | Democrazia Cristiana      | sindaco |      |
| 1995    | 1999      | Simone Alberto   | Partito Popolare Italiano | sindaco |      |
| 1999    | 2004      | Simone Alberto   | lista civica              | sindaco |      |
| 2004    | 2014      | Secondo Brunetti | lista civica              | sindaco |      |
| 2014    | 2024      | Simone Alberto   | lista civica              | sindaco |      |
| 2024    | in carica | Gabriele Giletta | lista civica              | sindaco |      |

### Gemellaggi
- Montemignaio